# Mesosa binigrovittata
Mesosa binigrovittata es una especie de escarabajo longicornio del género Mesosa, categorizada en la tribu Mesosini, de la subfamilia Lamiinae. Fue descrita por Breuning en 1942.

## Descripción
Mide 8,5 mm de longitud.

## Distribución
Se distribuye por China.